# Augusto Fabbri
Pour les articles homonymes, voir Fabbri.
Augusto Fabbri (Ravenne, 18 mai 1858 - Rome, 31 mars 1940) est un général italien, vétéran de la Première Guerre mondiale où il est commandant de la brigade des Marches, de la 25e division et du XXVIe corps d'armée. 
Il est décoré de la croix de commandeur de l'Ordre militaire de Savoie, d'une médaille d'argent de la valeur militaire et de la grand-croix de l'Ordre des Saints-Maurice-et-Lazare.

## Biographie
Il est né à Ravenne le 18 mai 1858. Franc-maçon et membre du Grand Orient d'Italie, il fait partie, le 3 avril 1881, des fondateurs de la loge "Rienzi" à Rome. Ayant entamé une carrière militaire dans l'armée royale (Regio Esercito), il est nommé en 1882 sous-lieutenant (sottotenente) dans le corps d'infanterie, affecté au corps des grenadiers (granatieri). Après avoir fréquenté l'école de guerre, il est affecté à l'état-major de l'armée. Promu major (maggiore) en juin 1900, il sert comme chef d'état-major de la division (10e) de Padoue, alors sous le commandement du général Alberto Incisa di Camerana. Il devient lieutenant-colonel (tenente colonnello) en septembre 1905 et conserve son poste jusqu'en février 1911, date à laquelle il est nommé commandant du 58e régiment d'infanterie "Abruzzi".
Entre 1912 et 1913, il opère en Libye à la tête du 23e régiment, d'abord à Garian, puis en Assaba, où il se voit décerner la croix de chevalier de l'Ordre militaire de Savoie. De retour en Italie, il occupe le poste de chef d'état-major du IIe corps d'armée et, en 1915, il est promu général de division (maggior generale). En vue du début des hostilités avec l'Empire austro-hongrois, le 1er avril, il se trouve à Pieve di Cadore pour préparer les opérations de guerre dans le secteur de l'Ansei, plaçant sous ses ordres la brigade des Marches (dont il est le commandant du 24 mai au 26 octobre 1915) et les bataillons alpins " Pieve di Cadore " et " Val Piave ", le groupe d'artillerie de montagne " Belluno " et le 20e régiment d'artillerie de campagne. Le 18 avril, il se rend à Auronzo et le 23 mai 1915, la veille du déclenchement de la guerre, il s'installe à Casa San Marco, en direction de Misurina.

Du 15 au 20 juillet, il prépare la première attaque en force contre le Monte Piana et, également au cours de ce mois, il ordonne l'installation d'un grand phare au sommet de la Cima grande di Lavaredo, destiné à éclairer le champ de bataille des troupes qui devaient avancer au pied des Tre Cime en août.

Entre les mois d'août et de septembre, sous ses ordres, la tête de la Rienza, le refuge Tre Cime, Zsigmondy et une grande partie de la haute vallée du Fischleintal sont occupés. Pour ces brillantes opérations, il reçoit en août 1915 la Croix d'Officier de l'Ordre militaire de Savoie.
Dans la seconde moitié d'octobre de la même année, il est nommé chef d'état-major de la 4e armée sous le commandement du général Luigi Nava, déployée sur le front de Cadore et dans les Dolomites, mais reste temporairement en mission spéciale sur le front des Dolomites, dans le Val Padola, pour préparer l'étude de l'attaque du Passo della Sentinella que son successeur, le général Giuseppe Venturi, mènera à bien.
Le 31 août 1916, il est élevé au rang de lieutenant général (tenente generale), et le 6 décembre de la même année, il prend le commandement de la 25e division. En avril 1917, il prend le commandement du XXVIe corps d'armée et est ensuite décoré de la médaille d'argent de la valeur militaire. Le 28 mars 1918, il est nommé chef d'état-major de la 3e armée, alors sous le commandement du général Emanuele Filiberto di Savoia-Aosta, poste qu'il occupe jusqu'au 10 janvier 1919. À la fin de la guerre, il est nommé commandant du corps d'armée de Rome, assumant également la présidence de la Commission pour l'examen des propositions de récompenses ordinaires de la valeur militaire et de celles pour la Libye[5]. Il prend sa retraite en 1937 avec sa promotion au grade de général de corps d'armée (generale di corpo d'armata) de réserve. 
Installé dans la capitale avec sa femme Tullia et son fils Umberto, il y passe le reste de sa vie, s'éteignant, à l'âge de 82 ans, le 31 mars 1940.

## Décorations
- Chevalier de l'Ordre militaire de Savoie
- Avec une grande intelligence et une grande vaillance, il dirigea victorieusement les troupes sous son commandement le jour d'Assaba-Monterus, faisant preuve d'une habileté singulière. Monterus, 23 mars 1913.
- Arrêté royal Lettre E du 28 décembre 1913.
 - Officier de l'Ordre militaire de Savoie
- Avec une grande habileté de commandant, il a d'abord soigneusement préparé, puis habilement dirigé les opérations qui ont conduit à la conquête du Mont Paterno, d'Oberbaker et de Sexten Stein. 7-19 août 1915.
- Décret royal no 37 du 18 décembre 1916.
 - Commandeur de l'Ordre militaire de Savoie
- Chef d'état-major d'une armée, il a fait preuve, dans des circonstances particulièrement difficiles, d'habileté, de savoir-faire et de vertus militaires éloquentes, tant dans l'organisation préventive de la défense que, plus particulièrement, dans la bataille du Piave, où il a été un collaborateur efficace et dévoué de son commandant, apportant une contribution précieuse d'intelligence, de sagesse et de foi inébranlable à la réalisation de la victoire Piave, 15 mai - 6 juillet 1918.
- Décret royal no 88 du 19 septembre 1918.
 - Médaille d'argent de la valeur militaire
- Commandant d'un corps d'armée sur le plateau d'Asiago, dans les moments les plus graves de notre guerre, il a su maintenir le moral des troupes par un calme conscient et une action personnelle. Il a affronté avec fermeté l'offensive ennemie de novembre-décembre 1917 dans la section qui lui était confiée ; il a repoussé avec énergie les attaques démonstratives, en soutenant valablement les troupes collatérales engagées dans les âpres batailles de Melette à Sisemol et, ensuite, dans la contre-offensive sur le Monte Val Bella - Cima Ecker - Col del Rosso ; il a été un exemple et un stimulant pour tous les employés par sa présence diurne sur le front et par son imperturbable sérénité courageuse dans chaque âpre épreuve. Plateau d'Asiago, novembre-décembre 1917, janvier 1918.
 - Chevalier de Grand-croix de l'Ordre des Saints-Maurice-et-Lazare
- Arrêté royal du 24 mai 1934.
 - Officier de l'Ordre de la Couronne d'Italie
- Arrêtés royaux des 13 et 15 mai 1915 Gazzetta Ufficiale del Regno d'Italia n.305 du 15 décembre 1915